# Lick It
Lick It је албум британског извођача психоделичног тренса, Дина Псараса, из 2003. године.